# Phoenix Wright: Ace Attorney - Spirit of Justice
 (mai 2016).
Si vous disposez d'ouvrages ou d'articles de référence ou si vous connaissez des sites web de qualité traitant du thème abordé ici, merci de compléter l'article en donnant les références utiles à sa vérifiabilité et en les liant à la section « Notes et références ».
Phoenix Wright: Ace Attorney - Spirit of Justice (逆転裁判 6, Gyakuten Saiban 6) est un jeu vidéo d'aventure développé et édité par Capcom, sorti le 9 juin 2016 au Japon et le 8 septembre 2016 en Amérique du Nord et en Europe en version dématérialisée anglaise sur le Nintendo eShop sur Nintendo 3DS. Le jeu sort ensuite le 25 janvier 2024 sur Nintendo Switch, PlayStation 4 et Xbox One dans la compilation Apollo Justice: Ace Attorney Trilogy.

## Synopsis
Le royaume du Khura'in. Un pays de médiums et de foi situé à l'ouest de l'Extrême-Orient. L'existence de son peuple est enrichie par la sagesse du khura'inisme et protégée par sa fondatrice, la Sainte Mère. Toutefois, les flammes de la révolution menacent de tout consumer entièrement...

## Système de jeu
Le système reprend en grande partie les nouveautés de l'opus précédent, avec quelques rajouts, notamment les séances de divination permettant de visionner les derniers instants d'une victime. Le jeu marque également le retour des enquêtes scientifiques avec Ema Skye, vue pour la dernière fois dans Apollo Justice avec, entre autres, le Luminol, pouvant réagir aux traces de sang sur une scène de crime, ou la détection d'empreintes digitales. Lors des phases de procès au royaume du Khura'in avec Phoenix, le procès retrouve le système de points de Phoenix Wright: Ace Attorney qu'il avait abandonné. Les autres phases de procès, avec Apollo et Athena, se jouent de façon classique.

## Personnages
- Phoenix Wright : avocat de la défense chevronné, et patron de l'Agence à tout faire Wright. Il voyage au royaume du Khura'in pour retrouver son ancienne assistante, Maya Fey, partie là-bas pour s'entrainer au channeling.
- Apollo Justice : jeune avocat à la passion débordante et à la voix puissante. Cela fait 2 ans qu'il a rejoint l'Agence à tout faire Wright. Quand il ne travaille pas sur un dossier, il assiste Vérité dans ses tours de magie.
- Athena Cykes : une jeune avocate surdouée qui a étudié le droit et la psychologie aux États-Unis. Son appareil Piplet permet d'analyser les émotions des gens au ton de leur voix.
- Rayfa Padma Khura'in : princesse du royaume du Khura'in, ses pouvoirs spirituels lui permettent d'invoquer les derniers souvenirs des défunts, au cours de séances de divination tenues en salle d'audience khura'inaise. Malgré son statut de prêtresse royale, elle reste une adolescente qui a encore beaucoup à apprendre.
- Nahyuta Sahdmadhi : procureur international du royaume du Khura'in. Il estime que le procès est le seul moyen d'apaiser l'âme des victimes et de sauver celle des criminels. Moine khura'inais, cela ne l'empêche pas de tenir des propos mordants à l'égard de la défense, qu'il considère comme un obstacle à ses derniers sacrements.
- Dhurke Sahdmadhi : chef des Dragons dissidents, une armée de rebelles du royaume du Khura'in, Dhurke est l'ennemi public numéro un. Il est secondé de son bras droit, Rev Ol'uhsio, un ancien paramilitaire. Malgré son air effrayant, il prône une révolution pacifique.
- Maya Fey : ancienne assistante de Phoenix Wright lors de ses débuts au barreau. Elle est partie s'entraîner au Khur'ain pour approfondir son pouvoir de médium et ainsi devenir la cheffe du village Kurain, en France. Elle a beau avoir mûri, elle reste une fan inconditionnelle du Samouraï d'acier.
- Vérité Wright : une magicienne en herbe et fille adoptive de Phoenix Wright. Héritière de la célèbre Troupe Grimoire, elle entend bien perpétuer leur oeuvre à travers des spectacles de magie enchanteurs. L'incroyable M. Chapeau et sa culotte magique sont ses tours favoris.
- Ema Skye : inspectrice de police, Ema a enfin réalisé son rêve de devenir experte médico-légale. Dotée d'un grand sens de la justice et le coeur sur la main, nos héros peuvent compter sur elle à chaque fois qu'ils se trouvent dos au mur. Il n'est pas rare de la voir manger des Snackoos sur les lieux du crime.
- Benjamin Hunter : procureur général, meilleur ami d'enfance et éternel rival de Phoenix Wright. Même s'il n'exerce plus beaucoup, il n'a rien perdu de ses talents d'accusation.

## Épisodes
Épisode 1 : La volte-face étrangère 
Alors que Phoenix est en visite au Khura'in pour voir son ancienne assistante Maya Fey, son guide touristique, Sou Ih'vel Guihd, est arrêté pour meurtre, vol et trahison. Lorsque Phoenix, inquiet, se rend à son procès, il découvre avec stupéfaction que le jeune garçon... n'a pas d'avocat ! Pire, il est déclaré coupable en à peine 10 minutes de délibérations. N'écoutant que son sens de la justice,  il décide de le défendre. Mais les avocats sont détestés dans tout le royaume, à l'incompréhension de Phoenix, qui devra s'adapter aux nouvelles règles de cet étrange tribunal.
Épisode 2 : La volte-face magique
Apollo et Athena se rendent au théâtre Trompe-l'Oeil pour assister à l'avant première du spectacle de magie de Vérité, qui compte faire revivre les miracles de la Troupe Grimoire. Mais un accident survient, et le corps de Lenny Mattyk alias Joker le Magnifique, est retrouvé. Tenue pour responsable, Vérité est accusée. Comme si les choses ne pouvaient pas être pire, une clause de son contrat stipule que si son spectacle est annulé, elle devra payer des dommages et intérêts à hauteur de 3 millions d'euros au producteur Richard Laudienz. L'agence est en danger et Apollo et Athena sont les seuls à pouvoir retourner la situation. Mais le plus grand obstacle d'Apollo sera d'affronter le procureur Nahyuta Sahdmadhi, venu tout droit du royaume du Khura'in.
Épisode 3 : La volte-face rituelle
Phoenix se rend à la place de la piété avec Sou Ih'vel pour y retrouver Maya. Celle-ci lui annonce qu'elle va devoir effectuer un rituel sacré, qui mettra un terme aux 2 ans de son entraînement ascétique. Mais au cours de celui-ci, le grand prêtre, Fieh'vua Mo'ha, est assassiné. Maya se retrouve accusée et Phoenix compte bien la défendre au tribunal, même si l'idée ne l'enchante guère, à cause de la haine viscérale des khura'inais pour les avocats. Sans compter que l'ombre de Dame Kaa'ra, une chasseuse de rebelles, plane sur cette affaire...
Épisode 4 : Volte-face et rakugo
Jack Lamenoire fait appel à l'Agence à tout faire Wright pour prendre la défense de César Azin, propriétaire du restaurant Azin Soba, accusé d'avoir tué Taifu Torunado, célèbre conteur de rakugo, retrouvé le visage enfoncé dans un bol de soba. Mais Phoenix étant toujours au Khura'in et Apollo assistant Vérité pour ses spectacles, il ne reste que Athena pour assumer ce rôle, ce qui n'est pas du goût de Jack. Tout le monde semble la sous-estimer, mais Athena est bien déterminée à leur démontrer qu'elle est digne du badge d'avocat sur son col !
Épisode 5 : Volte-face et révolution
Dhurke Sahdmadhi rend visite à son fils adoptif, Apollo, qu'il n'avait pas revu depuis plus de 10 ans. Il requiert son aide juridique pour mettre la main sur l'orbe de la fondatrice, un trésor sacré du Khura'in. Cet orbe serait détenu par un professeur d'archéologie, Archi Déterre, vivant au village Kurain, en France. Mais quand ils s'y rendent, ils découvrent que le professeur est mort, recouvert sous une pile de livres. L'orbe étant introuvable, Apollo et Dhurke se mettent à sa recherche. Et quand ils le trouvent, un politicien du nom de Paul Hiticare-Verreut clame qu'il s'agit du cristal d'Ami Fey, transmis de génération en génération dans sa famille. Apollo va devoir prouver qu'il s'agit bien de l'orbe de la fondatrice mais son adversaire... n'est autre que Phoenix Wright. L'élève va devoir surpasser le maître !
Épisode spécial : Retour vers la volte-face 
Quelques mois après les événements survenus au Khura'in, Phoenix reçoit la visite de Paul Defès et d'une femme prénommée Claire Colombe, en robe de mariée. Il s'avère qu'on accuse Claire d'avoir tué le majordome de la famille Hélix, Claude Vagalame, lors de la réception de son mariage. Cependant, cette affaire n'a rien de commun et pour cause... Claire serait une voyageuse temporelle !

## Voix françaises
- Adrien Larmande : Apollo Justice
- Léovanie Raud : Athena Cykes
- Valéry Schatz : Phoenix Wright
- Manon Adolphe : Rayfa Padma Khura'in
- Romain Altché : Nahyuta Sahdmadhi
- Sarah Barzyk : Maya Fey
- Jérémie Bedrune : Dhurke Sahdmadhi
- Martial Le Minoux : Rev Ol'uhsio
- Arnaud Léonard : Lenny Mattyk/Joker le Magnifique
- Pierre Alam : Jack Lamenoire, Claude Vagalame
- Cindy Lemineur : Claire Colombe
- Yann Guillemot : Benjamin Hunter
- Brigitte Berges : Ga'ran Sigatar Khura'in
- Audrey Botbol
- Benoît Allemane
- Cédric Dumond
- Céline Mauge
- Clara Soares
- Youna Noiret
- Marie Nonnenmacher
- Catherine Desplaces
- Bastien Bourlé
- Max Geller
- Cyrille Artaux